# Rosalba Carriera

Rosalba Carriera (født 7. oktober 1675, død 15. april 1757) var en italiensk malerinde fra Venedig.
Hun var elev bl.a. af Antonio Balestra og nåede snart europæisk ry i miniature- og pastelfaget. Hendes atelier i Venedig formelig bestormedes af kunstvenner, der lod sig portrættere og købte ind hos hende. Også Frederik 4. købte en række miniatureportrætter af smukke venetianske kvinder; om kurfyrst Augusts begejstring vidner den mægtige samling pasteller og akvarelminiaturer i Dresdens galleri. Hun fejredes på rejser til Paris og andre steder, og hendes yndefulde og indsmigrende kunst faldt så stærkt i tidens rokokosmag, at en samtidig anset fransk kunstner Charles-Antoine Coypel titulerede hende "vore Dages Correggio".

## Ældre litteratur som angivet i Salmonsens Konversationsleksikon
- Emile von Hoerschelmann, Rosalba Carriera, Leipzig, 1908
- Vittorio Malamani, Rosalba Carriera, Milano, 1910Hk.

- Wikimedia Commons har flere filer relateret til Rosalba Carriera

1. ↑  Navnet er anført på engelsk og stammer fra Wikidata hvor navnet endnu ikke findes på dansk.
2. ↑  Navnet er anført på engelsk og stammer fra Wikidata hvor navnet endnu ikke findes på dansk.
3. ↑  Navnet er anført på engelsk og stammer fra Wikidata hvor navnet endnu ikke findes på dansk.